# Kariú Kariri
Kariú Kariri é uma comunidade indígena guerreiros que resistiu ao processo de colonização. O povo Kariú atualmente se encontra em levante étnico com o etnônimo Kariú Kariri traçam sua origem dos antigos Kariú da região do Vale do Cariri cearense (Crato, Barbalha, Missão Velha), Serra de Pereiro (Kariú Kariri clã Kinkú), estando espalhados nos Estados Acre (Marechal Taumaturgo e cidades vizinhas),Ceará (Núcleos familiares no Cariri, Região Metropolitana de Fortaleza, Vale do Jaguaribe, Centro Sul cearense e Sertão Central), São Paulo, Distrito Federal e Maranhão (Estreito e São Luís).
É um povo falante da Língua Dzubukuá-Kipeá com um dialeto especifico para cada comunidade, esta língua foi dada como extinta, mas tem sido retomada da mata para o cotidiano ao longo dos ultimos 30 anos. Existem torés (cantos) tradicionais e contemporâneos sendo feitos em sua língua.